# Aleh Veratsila
Bản mẫu:Eastern Slavic name
Aleh Uladzimiravich Veratsila (tiếng Belarus: Алег Вераціла; tiếng Nga: Олег Веретило; thỉnh thoảng dịch thành Oleg Veretilo, sinh 10 tháng 7 năm 1988) là một cầu thủ bóng đá Belarus thi đấu cho Dinamo Brest.

## Sự nghiệp
Ngày 12 tháng 10 năm 2010, Veratsila ghi bàn thắng chiến thắng thứ 3 trong hiệp phụ trước U-21 Ý giúp U-21 Belarus tham gia Giải vô địch bóng đá U-21 châu Âu 2011.
Ngày 7 tháng 10 năm 2011, Veratsila ra mắt đội tuyển quốc gia sau khi vào sân thay người ở phút cuối cùng trong trận vòng loại UEFA Euro 2012 trước România.
Anh là một phần của Olympic Belarus tham gia Toulon Tournament 2012.